# Uczestnicy stosunków międzynarodowych
Uczestnicy stosunków międzynarodowych – podmioty biorące udział w stosunkach międzynarodowych. Określenie to bywa używane zamiennie z terminami strony stosunków międzynarodowych oraz aktorzy stosunków międzynarodowych. Nie należy go natomiast mylić z pokrewnym, jednak nie w pełni tożsamym pojęciem podmiotów prawa międzynarodowego.
W polskiej nauce o stosunkach międzynarodowych najczęściej przyjmuje się typologię uczestników SM zaproponowaną przez Józefa Kukułkę. W jego ujęciu uczestnikami są:
1. narody
2. państwa
3. organizacje międzynarodowe (międzypaństwowe)
4. struktury i siły transnarodowe

Definicje trzech pierwszych z tych pojęć zostały już wypracowane przez badaczy zajmujących się takimi dziedzinami jak nauki polityczne czy prawo międzynarodowe (zobacz poświęcone im hasła). Ostatnią grupę J. Kukułka definiuje ogólnie jako osoby, grupy i stowarzyszenia, które uczestniczą w życiu międzynarodowym. Do tej grupy zalicza się m.in. międzynarodowe organizacje pozarządowe, firmy wielonarodowe (określane też mianem korporacji międzynarodowych lub transnarodowych), a także ruchy ideologiczne i grupy wyznaniowe o zasięgu ponadnarodowym.